# Llista d'asteroides/190201-190300
| Nom      | Designació provisional | Data de descobriment   | Lloc de descobriment   | Descobridor/s                                          |
| -------- | ---------------------- | ---------------------- | ---------------------- | ------------------------------------------------------ |
| 190201 - | 2005 YX145             | 29 de desembre de 2005 | Socorro                | LINEAR                                                 |
| 190202 - | 2005 YS155             | 25 de desembre de 2005 | Anderson Mesa          | LONEOS                                                 |
| 190203 - | 2005 YA158             | 27 de desembre de 2005 | Kitt Peak              | Spacewatch                                             |
| 190204 - | 2005 YV163             | 28 de desembre de 2005 | Palomar                | NEAT                                                   |
| 190205 - | 2005 YP207             | 28 de desembre de 2005 | Kitt Peak              | Spacewatch                                             |
| 190206 - | 2005 YC233             | 28 de desembre de 2005 | Kitt Peak              | Spacewatch                                             |
| 190207 - | 2005 YF269             | 25 de desembre de 2005 | Mount Lemmon           | Mount Lemmon Survey                                    |
| 190208 - | 2006 AQ                | 2 de gener de 2006     | Mauna Kea              | D. J. Tholen                                           |
| 190209 - | 2006 AA21              | 5 de gener de 2006     | Catalina               | CSS                                                    |
| 190210 - | 2006 AS66              | 9 de gener de 2006     | Kitt Peak              | Spacewatch                                             |
| 190211 - | 2006 BY20              | 22 de gener de 2006    | Mount Lemmon           | Mount Lemmon Survey                                    |
| 190212 - | 2006 BY45              | 23 de gener de 2006    | Mount Lemmon           | Mount Lemmon Survey                                    |
| 190213 - | 2006 BL66              | 23 de gener de 2006    | Kitt Peak              | Spacewatch                                             |
| 190214 - | 2006 BQ90              | 25 de gener de 2006    | Kitt Peak              | Spacewatch                                             |
| 190215 - | 2006 BR92              | 26 de gener de 2006    | Mount Lemmon           | Mount Lemmon Survey                                    |
| 190216 - | 2006 BD114             | 25 de gener de 2006    | Kitt Peak              | Spacewatch                                             |
| 190217 - | 2006 BY209             | 31 de gener de 2006    | Kitt Peak              | Spacewatch                                             |
| 190218 - | 2006 BV223             | 30 de gener de 2006    | Kitt Peak              | Spacewatch                                             |
| 190219 - | 2006 CG53              | 4 de febrer de 2006    | Kitt Peak              | Spacewatch                                             |
| 190220 - | 2006 CC54              | 4 de febrer de 2006    | Catalina               | CSS                                                    |
| 190221 - | 2006 DM12              | 21 de febrer de 2006   | Mount Lemmon           | Mount Lemmon Survey                                    |
| 190222 - | 2006 DE34              | 20 de febrer de 2006   | Kitt Peak              | Spacewatch                                             |
| 190223 - | 2006 DA35              | 20 de febrer de 2006   | Kitt Peak              | Spacewatch                                             |
| 190224 - | 2006 DW66              | 22 de febrer de 2006   | Anderson Mesa          | LONEOS                                                 |
| 190225 - | 2006 DA82              | 24 de febrer de 2006   | Kitt Peak              | Spacewatch                                             |
| 190226 - | 2006 DL120             | 21 de febrer de 2006   | Catalina               | CSS                                                    |
| 190227 - | 2006 DV201             | 20 de febrer de 2006   | Socorro                | LINEAR                                                 |
| 190228 - | 2006 EB10              | 2 de març de 2006      | Kitt Peak              | Spacewatch                                             |
| 190229 - | 2006 OO5               | 19 de juliol de 2006   | Palomar                | NEAT                                                   |
| 190230 - | 2006 TD104             | 15 d'octubre de 2006   | Kitt Peak              | Spacewatch                                             |
| 190231 - | 2006 UC143             | 19 d'octubre de 2006   | Kitt Peak              | Spacewatch                                             |
| 190232 - | 2006 VF54              | 11 de novembre de 2006 | Kitt Peak              | Spacewatch                                             |
| 190233 - | 2007 AK2               | 1 de gener de 2007     | Palomar                | NEAT                                                   |
| 190234 - | 2007 BW6               | 17 de gener de 2007    | Kitt Peak              | Spacewatch                                             |
| 190235 - | 2007 BL74              | 17 de gener de 2007    | Kitt Peak              | Spacewatch                                             |
| 190236 - | 2007 BF78              | 27 de gener de 2007    | Kitt Peak              | Spacewatch                                             |
| 190237 - | 2007 DM10              | 17 de febrer de 2007   | Kitt Peak              | Spacewatch                                             |
| 190238 - | 2007 DL43              | 17 de febrer de 2007   | Catalina               | CSS                                                    |
| 190239 - | 2007 DT44              | 17 de febrer de 2007   | Catalina               | CSS                                                    |
| 190240 - | 2007 DP52              | 19 de febrer de 2007   | Mount Lemmon           | Mount Lemmon Survey                                    |
| 190241 - | 2007 DS57              | 21 de febrer de 2007   | Mount Lemmon           | Mount Lemmon Survey                                    |
| 190242 - | 2007 DA60              | 21 de febrer de 2007   | Kitt Peak              | Spacewatch                                             |
| 190243 - | 2007 EJ36              | 11 de març de 2007     | Anderson Mesa          | LONEOS                                                 |
| 190244 - | 2007 EZ67              | 10 de març de 2007     | Kitt Peak              | Spacewatch                                             |
| 190245 - | 2007 EW74              | 10 de març de 2007     | Kitt Peak              | Spacewatch                                             |
| 190246 - | 2007 EN139             | 12 de març de 2007     | Kitt Peak              | Spacewatch                                             |
| 190247 - | 2007 EG173             | 14 de març de 2007     | Kitt Peak              | Spacewatch                                             |
| 190248 - | 2007 EJ182             | 14 de març de 2007     | Kitt Peak              | Spacewatch                                             |
| 190249 - | 2007 ED200             | 11 de març de 2007     | Kitt Peak              | Spacewatch                                             |
| 190250 - | 2007 EZ217             | 9 de març de 2007      | Mount Lemmon           | Mount Lemmon Survey                                    |
| 190251 - | 2007 GL                | 7 d'abril de 2007      | Mount Lemmon           | Mount Lemmon Survey                                    |
| 190252 - | 2007 GA33              | 11 d'abril de 2007     | Kitt Peak              | Spacewatch                                             |
| 190253 - | 2007 GX33              | 11 d'abril de 2007     | Siding Spring          | SSS                                                    |
| 190254 - | 2007 GR44              | 14 d'abril de 2007     | Kitt Peak              | Spacewatch                                             |
| 190255 - | 2007 HG                | 16 d'abril de 2007     | 7300 Observatory       | W. K. Y. Yeung                                         |
| 190256 - | 2007 HV32              | 19 d'abril de 2007     | Kitt Peak              | Spacewatch                                             |
| 190257 - | 2007 HP40              | 20 d'abril de 2007     | Kitt Peak              | Spacewatch                                             |
| 190258 - | 2007 HC67              | 22 d'abril de 2007     | Mount Lemmon           | Mount Lemmon Survey                                    |
| 190259 - | 2007 JX6               | 9 de maig de 2007      | Mount Lemmon           | Mount Lemmon Survey                                    |
| 190260 - | 2007 JM12              | 7 de maig de 2007      | Catalina               | CSS                                                    |
| 190261 - | 2007 JV44              | 10 de maig de 2007     | Mount Lemmon           | Mount Lemmon Survey                                    |
| 190262 - | 2007 LA37              | 12 de juny de 2007     | Kitt Peak              | Spacewatch                                             |
| 190263 - | 2007 MF4               | 16 de juny de 2007     | Kitt Peak              | Spacewatch                                             |
| 190264 - | 2007 NE2               | 7 de juliol de 2007    | Marly                  | P. Kocher                                              |
| 190265 - | 2007 TC149             | 8 d'octubre de 2007    | Socorro                | LINEAR                                                 |
| 190266 - | 2007 UU32              | 19 d'octubre de 2007   | Mount Lemmon           | Mount Lemmon Survey                                    |
| 190267 - | 2007 VL6               | 3 de novembre de 2007  | Mount Lemmon           | Mount Lemmon Survey                                    |
| 190268 - | 2007 XU3               | 5 de desembre de 2007  | Catalina               | CSS                                                    |
| 190269 - | 2008 EL64              | 9 de març de 2008      | Mount Lemmon           | Mount Lemmon Survey                                    |
| 190270 - | 2008 FM101             | 30 de març de 2008     | Kitt Peak              | Spacewatch                                             |
| 190271 - | 2008 HG5               | 24 d'abril de 2008     | Kitt Peak              | Spacewatch                                             |
| 190272 - | 2008 NO2               | 9 de juliol de 2008    | OAM                    | La Sagra                                               |
| 190273 - | 2822 P-L               | 24 de setembre de 1960 | Palomar                | C. J. van Houten, I. van Houten-Groeneveld, T. Gehrels |
| 190274 - | 3117 P-L               | 24 de setembre de 1960 | Palomar                | C. J. van Houten, I. van Houten-Groeneveld, T. Gehrels |
| 190275 - | 4275 P-L               | 24 de setembre de 1960 | Palomar                | C. J. van Houten, I. van Houten-Groeneveld, T. Gehrels |
| 190276 - | 4548 P-L               | 24 de setembre de 1960 | Palomar                | C. J. van Houten, I. van Houten-Groeneveld, T. Gehrels |
| 190277 - | 6227 P-L               | 24 de setembre de 1960 | Palomar                | C. J. van Houten, I. van Houten-Groeneveld, T. Gehrels |
| 190278 - | 2217 T-2               | 29 de setembre de 1973 | Palomar                | C. J. van Houten, I. van Houten-Groeneveld, T. Gehrels |
| 190279 - | 5143 T-2               | 25 de setembre de 1973 | Palomar                | C. J. van Houten, I. van Houten-Groeneveld, T. Gehrels |
| 190280 - | 2142 T-3               | 16 d'octubre de 1977   | Palomar                | C. J. van Houten, I. van Houten-Groeneveld, T. Gehrels |
| 190281 - | 3525 T-3               | 16 d'octubre de 1977   | Palomar                | C. J. van Houten, I. van Houten-Groeneveld, T. Gehrels |
| 190282 - | 1989 UQ3               | 26 d'octubre de 1989   | Palomar                | E. F. Helin                                            |
| 190283 - | 1991 RE3               | 12 de setembre de 1991 | Tautenburg Observatory | F. Börngen, L. D. Schmadel                             |
| 190284 - | 1991 TN16              | 6 d'octubre de 1991    | Palomar                | A. Lowe                                                |
| 190285 - | 1993 FH8               | 17 de març de 1993     | La Silla               | UESAC                                                  |
| 190286 - | 1993 FV9               | 17 de març de 1993     | La Silla               | UESAC                                                  |
| 190287 - | 1993 FR54              | 17 de març de 1993     | La Silla               | UESAC                                                  |
| 190288 - | 1994 PG12              | 10 d'agost de 1994     | La Silla               | E. W. Elst                                             |
| 190289 - | 1994 PR15              | 10 d'agost de 1994     | La Silla               | E. W. Elst                                             |
| 190290 - | 1994 SZ                | 27 de setembre de 1994 | Kitt Peak              | Spacewatch                                             |
| 190291 - | 1995 OD6               | 22 de juliol de 1995   | Kitt Peak              | Spacewatch                                             |
| 190292 - | 1995 OO7               | 24 de juliol de 1995   | Kitt Peak              | Spacewatch                                             |
| 190293 - | 1995 OU10              | 22 de juliol de 1995   | Kitt Peak              | Spacewatch                                             |
| 190294 - | 1995 QC6               | 22 d'agost de 1995     | Kitt Peak              | Spacewatch                                             |
| 190295 - | 1995 SQ27              | 19 de setembre de 1995 | Kitt Peak              | Spacewatch                                             |
| 190296 - | 1995 SG46              | 26 de setembre de 1995 | Kitt Peak              | Spacewatch                                             |
| 190297 - | 1995 UL43              | 24 d'octubre de 1995   | Kitt Peak              | Spacewatch                                             |
| 190298 - | 1995 WW33              | 20 de novembre de 1995 | Kitt Peak              | Spacewatch                                             |
| 190299 - | 1996 AK3               | 13 de gener de 1996    | Kiso                   | Kiso                                                   |
| 190300 - | 1996 RV                | 10 de setembre de 1996 | Haleakala              | NEAT                                                   |